# Sinularia sipalosa
Sinularia sipalosa är en korallart som beskrevs av Long och Zheng 1981. Sinularia sipalosa ingår i släktet Sinularia och familjen läderkoraller. Inga underarter finns listade i Catalogue of Life.